# Карасубазарский трактат
Карасубазарский трактат — договор между Российской империей и Крымским ханством, подписанный 12 (1 по старому стилю) ноября 1772 года в городе Карасубазар (ныне Белогорск).

## История
Договор подписали с российской стороны князь В. М. Долгоруков-Крымский и генерал-поручик Е. А. Щербинин, с крымской — новоизбранный хан Сахиб II Герай. Крым объявлялся независимым от Османской империи ханством под покровительством России. К России переходили морские черноморские порты Керчь, Кинбурн и Еникале. 9 февраля (29 января) 1773 года договор был ратифицирован императрицей Екатериной II.
Два года спустя, в 1774 году, эти положения в Кючук-Кайнарджийском договоре признала Османская империя.